# نيكولا ديفيز (مؤلفة)
نيكولا ديفيز (بالإنجليزية: Nicola Davies)‏ (3 مايو 1958، برمنغهام في المملكة المتحدة)؛ عالمة حيوانات، كاتِبة وروائية بريطانية.

## روابط خارجية
- نقولا ديفيز على موقع IMDb (الإنجليزية)
- نقولا ديفيز على موقع قاعدة بيانات الفيلم (الإنجليزية)